# Portefeuille (finance)
Pour les articles homonymes, voir Portefeuille.
Un portefeuille (en finance) désigne une collection d'actifs financiers détenus par un établissement ou un individu. Cela peut aussi désigner des valeurs mobilières détenues à titre d'investissements, de dépôt, de provision ou de garantie.

## Types de portefeuilles d'investissement
Une caractéristique importante d'un portefeuille est son degré de diversification qui permet d'atteindre un juste milieu entre le risque, la volatilité et la rentabilité du portefeuille, tout en tenant compte de la durée prévue du placement (horizon de temps).
La répartition du portefeuille, tant en types d'actifs qu'en actifs individuels, est un aspect crucial du placement boursier. Perdre de l'argent sur des valeurs boursières est un risque permanent, comme le montre l'éclatement de la bulle internet en 2000/2002.
Cette répartition va dépendre du degré d'aversion au risque de l'investisseur.
- On appelle portefeuille équilibré, un portefeuille qui prend peu de risques, mais qui peut assurer un bon rendement à son détenteur (assez bonne diversification, valeurs « sûres »…).
- A contrario, un portefeuille dynamique (gestion active) est synonyme de davantage de risques pour son détenteur, mais peut conduire à des gains significatifs (l'investisseur choisit des entreprises de secteurs en pleine évolution ou en restructuration).
- Un portefeuille dit « sécurité », est la traduction d'une sélection de valeurs représentant des sociétés peu exposées aux variations cycliques de l'environnement économique.